# Springeren - Maritimt Oplevelsescenter
Springeren - Maritimt Oplevelsescenter er et maritimt museum beliggende i Aalborg, hvis hovedattraktion er ubåden Springeren. Ubåden er i dag dog kun en af 11 udstillinger på museet, som har en omfattende samling af maritime effekter og flere interaktive udstillinger. Museet hed tidligere Aalborg Søfarts - og Marinemuseum.
Museet har siden etableringen med udgangspunkt i Springeren, udvidet samlingen betragteligt bl.a. med en omfattende samling af skibsmodeller, uniformer og mange andre spændende maritime effekter. Derudover har museet også aktiviteter rettet specielt mod børn, med bl.a. et spændende piratspil, hvor man kan konkurrere med vennerne samt en ægte sejlsimulator.

## Etablering
Ubåden Springeren er en stor del af museets historie, da den er den direkte årsag til museets etablering. Da Springeren og de øvrige både af Delfin-klassen, der er de sidst dansk-konstruerede og dansk-byggede ubåde, stod foran udfasning fra Søværnet, mente mange at én af dem burde bevares for eftertiden.
Formanden for Aalborg Marineforening og en kontorchef i Aalborg Kommune mente at det var en opgave som Aalborg kunne klare og i 1986 begyndte de første forhandlinger mellem Aalborg Kommune og Søværnet. Efter henvendelse fra Aalborgs borgmester besluttede forsvarsminister Knud Enggaard, at Springeren kunne udlånes permanent til Aalborg Kommune på betingelse af, at den blev udstillet komplet.
Springeren kom til Aalborg og planerne om et Søfarts- og Marinemuseum begyndte at tage form.
I løbet af 2 år lykkedes det at opbygge museet med hjælp fra mange institutioner, virksomheder og private, der bidrog med mange bevaringsværdige effekter. Økonomisk med hjælp fra privat sponsorstøtte og EF-midler.
Aalborg Kommune hjalp med at få museet placeret i et ideelt maritimt miljø ved Limfjorden og museet har ca. 1800 m² under tag og et grundareal på ca. 15000 m². Det er et af de største i Nordeuropa af sin art.
Museet blev indviet 24. maj 1992 af Hans Kongelige Højhed Prins Henrik der var ledsaget af Dronning Margrethe.

## Brand i 2011
Den 10. september 2011 blev museet ramt af en omfattende brand, der startede i det styrhus, hvor sejlsimulatoren er. Branden skyldtes en kortslutning i simulatoren og gav røg og sod-skader igennem hele museet. Branden beskadigede næsten alle udstillingsgenstande, hvor bl.a. Grønlandssamlingen og alle skibsradioer var så medtagede at de ikke kunne reddes.
I forbindelse med genopbygningen efter branden, skiftede museet i I maj 2012 navn til Springeren – Maritimt Oplevelsescenter og d. 4. august 2012 kunne museet igen åbne dørene for besøgende.